# リギ鉄道

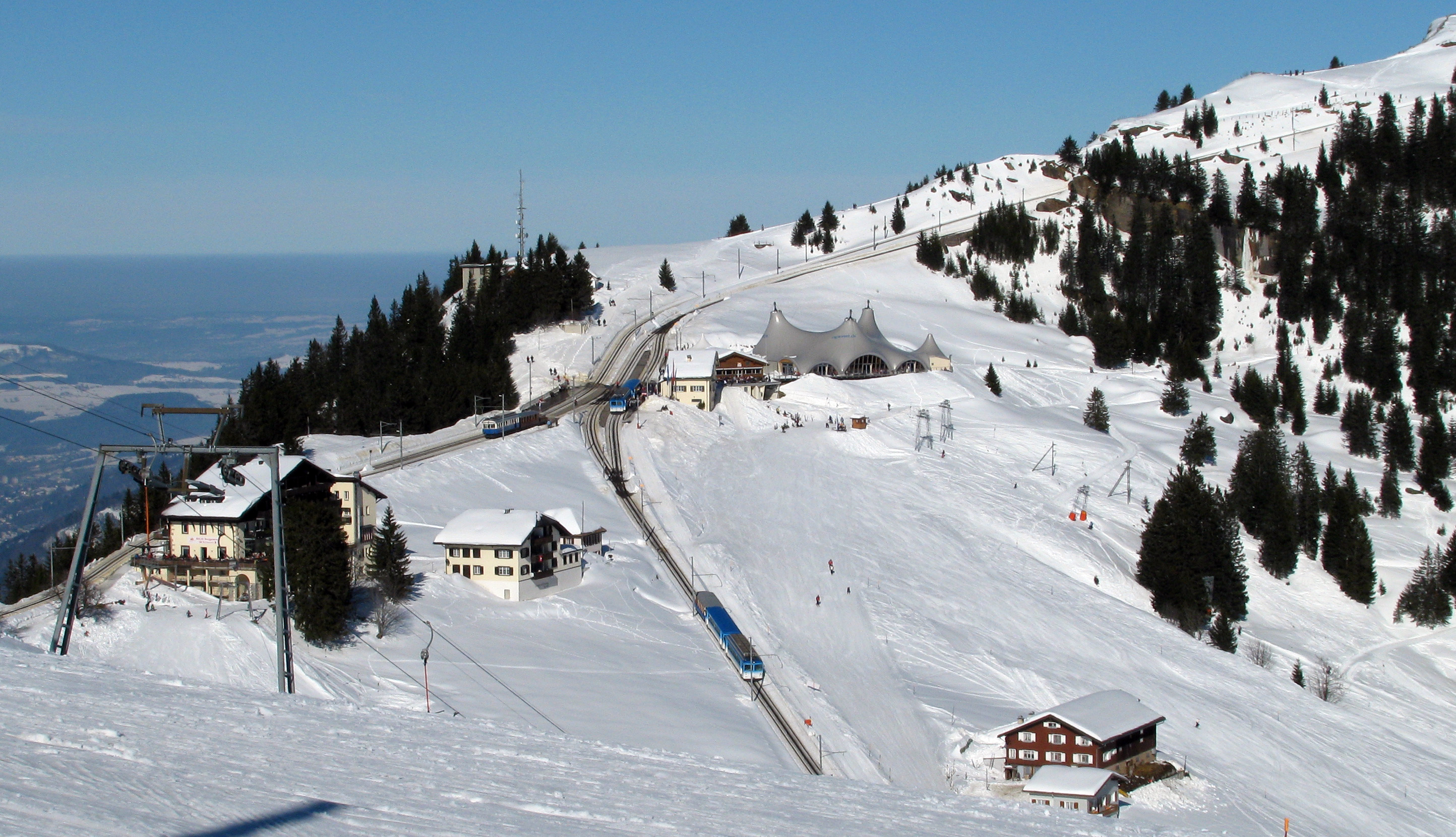
冬のリギ・シュタッフェル駅

リギ鉄道（リギてつどう、Rigi Bahnen）は、スイスルツェルン州とシュヴィーツ州にまたがるリギ山に路線を持つ鉄道である。フィアヴァルトシュテッテ湖（ルツェルン湖）湖畔のフィッツナウとリギ・クルムを結ぶ登山鉄道、反対側のアルト・ゴルダウとリギ・クルムを結ぶ登山鉄道、フィアヴァルトシュテッテ湖畔のヴェッギスとリギ・カルトバートを結ぶ空中ケーブル（ロープウェイ）の3つの路線がある。
この3つの路線は、もともとフィッツナウ・リギ鉄道、アルト・リギ鉄道の2社で運行されていたが、1992年に現在のリギ鉄道として合併した。
リギ山には複数の山頂があり、その中で一番高い山頂が標高約1797mのリギ・クルムである。中央スイス地方有数の観光都市ルツェルンから鉄道でアルト・ゴルダウまで、湖船でヴェッギスとフィッツナウへ移動できる。
フィッツナウとリギ・クルムを結ぶ登山鉄道の開通は1871年。スイス人技師リッゲンバッハの考案による新型のラック式鉄道（リッゲンバッハ式）が採用され、ヨーロッパ最古の登山鉄道である。アルト・ゴルダウとリギ・クルムを結ぶ登山鉄道の開通は1875年。ヴェッギスから上がる空中ケーブルは、リギ・カルトバートでフィッツナウから登ってくる登山鉄道に接続している。
夏季に蒸気機関車の特別運行を行っており、団体貸し切り用に昔のレトロ車両も保有している。